# Suzuki Power Shield

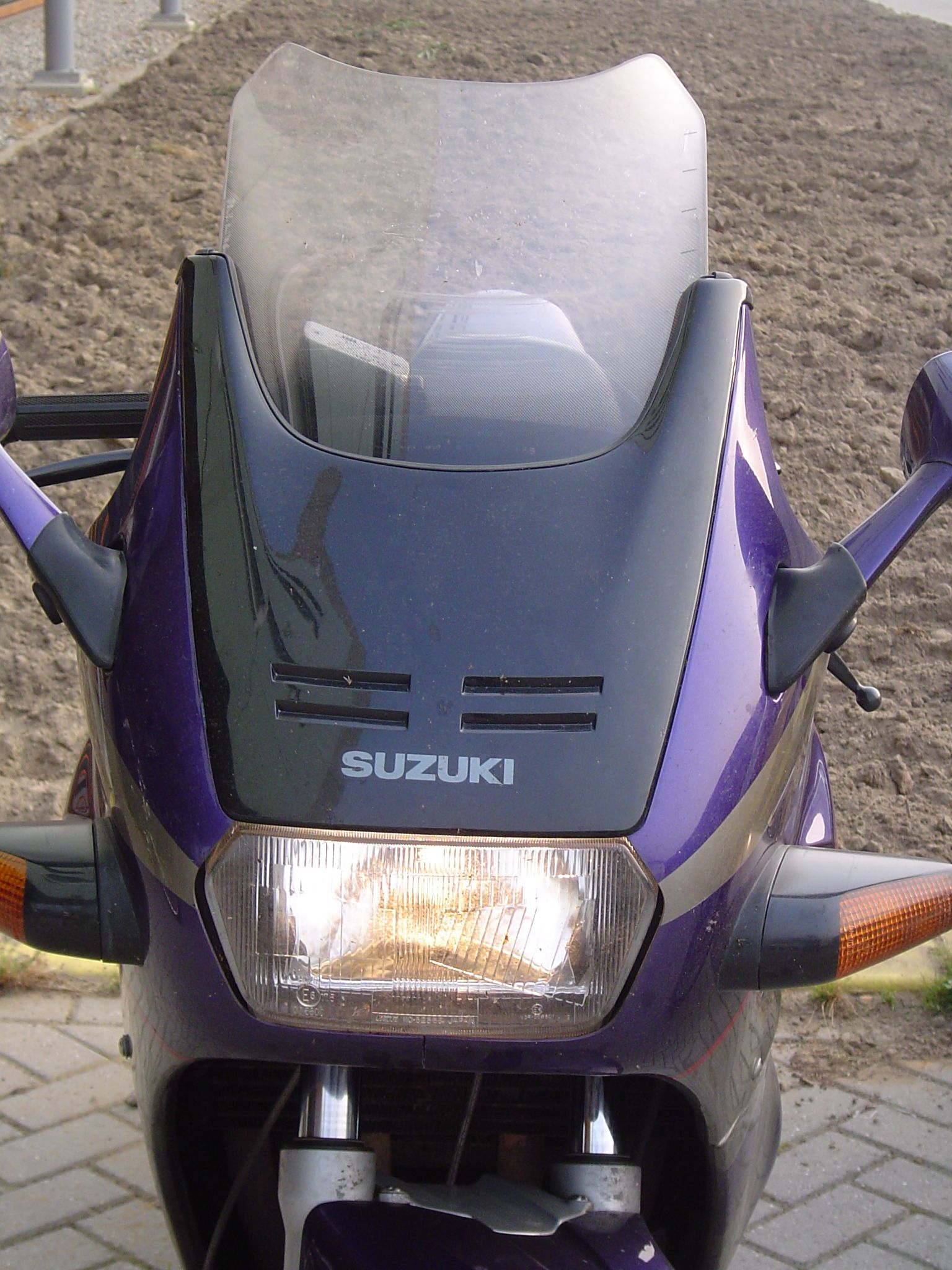
SPS in de hoogste...

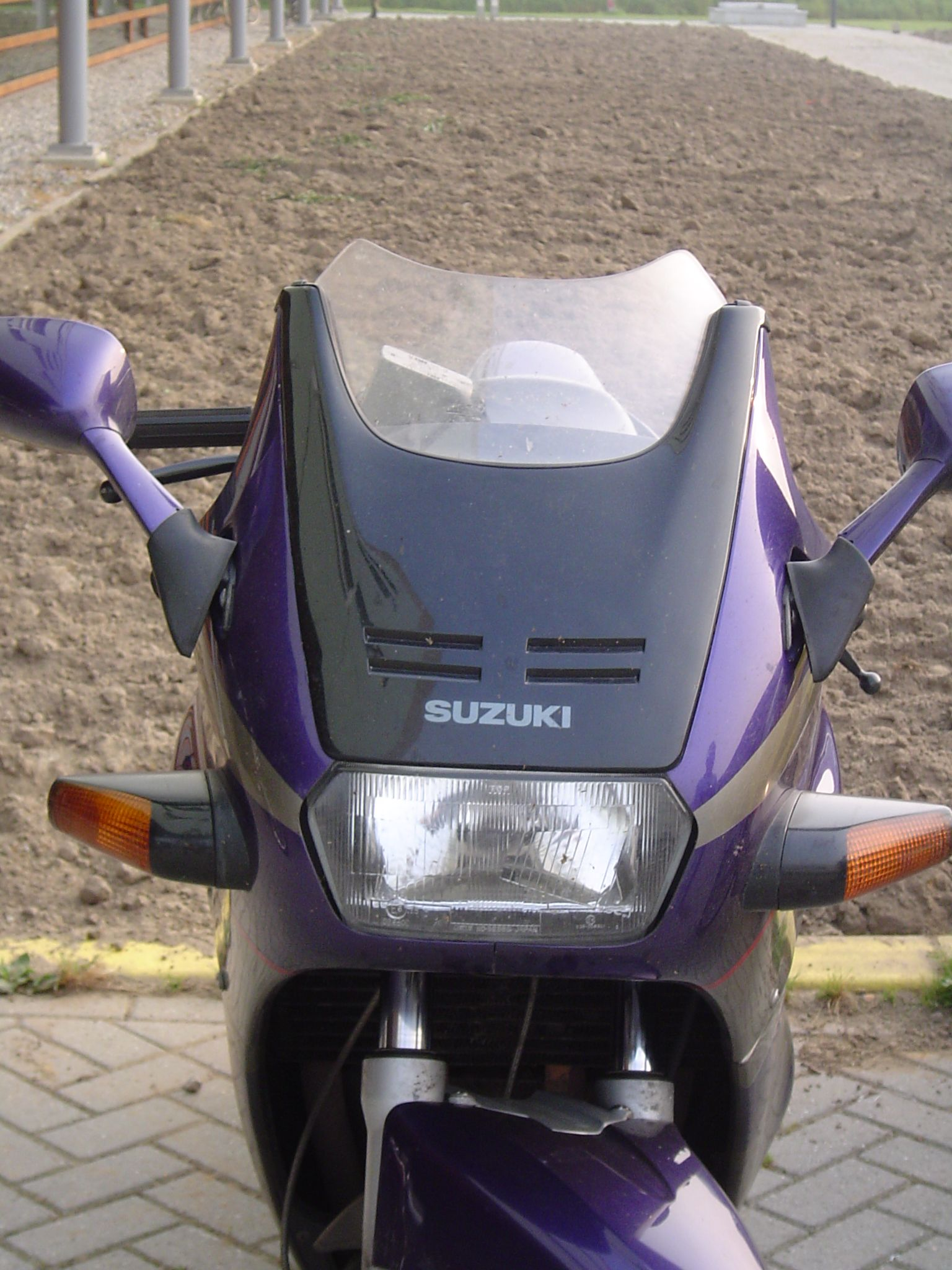
...en in de laagste stand.

Suzuki Power Shield (SPS) Is een elektrisch verstelbare ruit van de Suzuki GSX 1100 F motorfiets uit 1987. Een verstelbare ruit als onderdeel van een stroomlijnkuip is erg praktisch: doordat motorrijders nu eenmaal niet allemaal dezelfde lengte hebben zal een kleine rijder door de ruit heen kijken (niet praktisch: men moet er net overheen kijken) en zal een langere rijder last hebben van turbulentie rond zijn helm. Ook het gebruik van verschillende typen valhelmen kan dit beïnvloeden. 
Overigens gebruikte BMW al eerder elektrisch verstelbare ruiten, zonder hier een bijzondere naam aan te geven. 
Op sportievere motorfietsen worden ook wel verstelbare ruiten toegepast, maar vanwege gewichtsbesparing moeten deze met de hand verzet worden.